# Agatoclia
Agatóclia (Agathocleia, latinización del nombre griego Ἀγαθόκλεια) fue una mártir cristiana, muerta hacia el año 230. Es venerada como santa por diversas confesiones cristianas. Es patrona de Mequinenza.

## Biografía
No se sabe nada de su vida, ni siquiera sus lugares de nacimiento y muerte. La tradición dice que era una doncella cristiana, esclava de un matrimonio pagano que anteriormente habían sido cristianos, llamados Nicolás y Paulina. Ambos sometían a Agatoclia a abusos y maltratos físicos, con el fin de forzarla a abandonar el cristianismo. Como la esclava no quiso abjurar la llevaron ante la justicia.
Juzgada y torturada, no quiso renunciar a su fe y fue condenada, se le cortó la lengua y fue quemada en una hoguera donde murió.

## Veneración

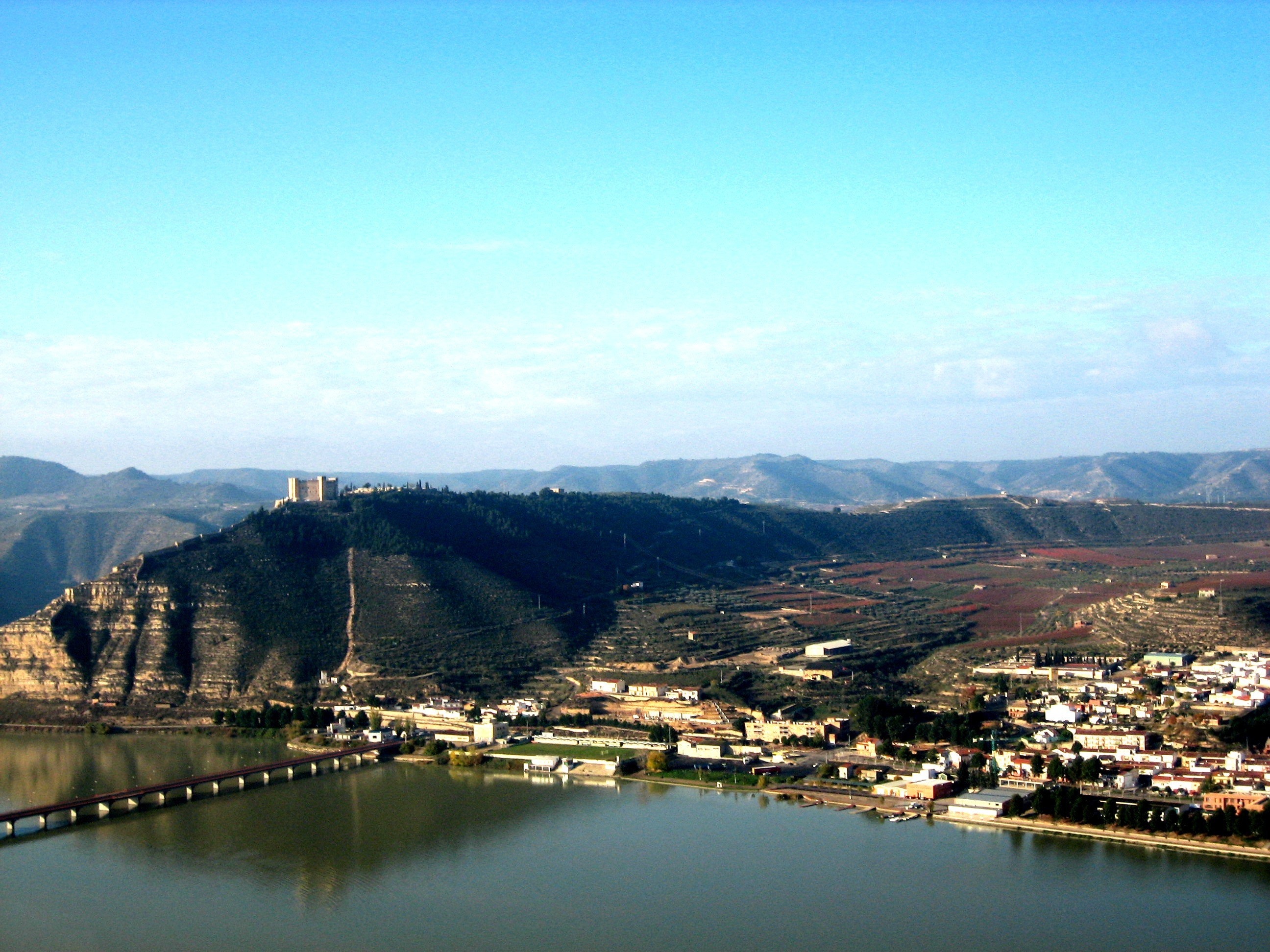
Mequinenza, población de la provincia de Zaragoza de la que Agatoclia es santa patrona.

Es la santa patrona de Mequinenza, que la celebra el 17 de septiembre como La Santa. Existe una cofradía en la villa dedicada a la santa.